# Claude-Pierre Patu
Pour les articles homonymes, voir Patu.
Claude-Pierre Patu, dit Patu, né à Paris en octobre 1729 et mort le 20 août 1757, est un avocat, poète et dramaturge français, ami de Casanova et de Voltaire.

## Biographie
Il est le fils d'un payeur des Rentes. et le neveu d'un notaire parisien. Patu devient lui-même avocat au parlement de Paris, mais il est surtout durant sa courte existence critique de théâtre, auteur dramatique, traducteur depuis l'anglais et l'italien, et historien de la littérature italienne et anglaise.
En 1750-1752, alors qu'il est âgé de 21 à 23 ans, Patu se lie d'amitié avec Casanova, qui effectue alors son premier séjour à Paris. Lors de leur première rencontre, Casanova le présente ainsi dans ses Mémoires : « un docte dans la littérature italienne ; je lui parle italien, il me répond avec esprit, je ris de son style, et je lui en dis la raison. Il parlait précisément dans le style de Bocace ; ma remarque lui plaît, je le persuade qu'il ne faut pas parler ainsi bien que la langue de cet ancien soit parfaite. En moins d'un quart d'heure nous nous lions d'amitié en nous reconnaissant les mêmes penchants. Lui poète, moi poète, lui curieux de la littérature italienne moi de la française, nous nous donnons nos adresses, et nous nous promettons des visites réciproques » avant de visiter Paris avec son « nouvel ami ».
En 1754, sa comédie en un acte et en alexandrins Les Adieux du goût est jouée et publiée. Applaudie, la pièce suscite une parodie en un acte et en vers libres qui est jouée à peine dix jours plus tard, Le Retour du goût, de François-Antoine de Chevrier (1721-1762).
Patu fut l'un des premiers introducteurs et défenseurs de Shakespeare en France. Juste après le succès de sa pièce, il partit en voyage visiter les savants d'Europe. À Genève, il rencontra Voltaire, lui-même traducteur de Shakespeare. Patu poursuivit ses voyages en Italie, où il fut reçu à l'Académie des Arcades.
Le 20 août 1757, âgé de 27 ans, de retour en France, Patu meurt d'une maladie de poitrine à Saint-Jean-de-Maurienne. Voltaire lui a donné en septembre 1758 une épitaphe :
INSCRIPTION POUR LA TOMBE DE PATU
(septembre 1758)
Tendre et pure amitié, dont j'ai senti les charmes,
Tu conduisis mes pas dans ces tristes déserts ;
Tu posas cette tombe et tu gravas ces vers,
Que mes yeux arrosent de larmes.

## Œuvres
- La Chasse, ballet, avec Pierre Sodi et Charles Sodi, 1754
- Les Adieux du goût, comédie en 1 acte, avec Portelance[7] (1732-1821), 1754
- Choix de petites pièces du théâtre anglais, recueil de traductions, 2 tomes, 1756
  - L'Aveugle de Bethnal Green, comédie en 1 acte, de The Blind Beggar of Bethnal Green de Robert Dodsley
  - La Boutique du bijoutier, comédie en 1 acte, trad. de The Toy Shop de Robert Dodsley
  - Comment l'appelez-vous ?, comédie en 2 actes, trad. de What D'ye Call it de John Gay
  - Le Diable à quatre, ou les Femmes métamorphosées (1750), opéra en 1 acte, trad. de The Devil to Pay, or the Wives Metamorphos'd (1732) de Charles Coffey (avec John Mottley, éd. Theophilus Cibber)
  - L'Opéra des gueux, opéra en 3 actes, trad. de The Beggar's Opera  de John Gay
  - Le Roi et le Meunier de Mansfield, comédie en 1 acte, trad. de The King and the Miller of Mansfield (1736) de Robert Dodsley